# Пилос (шлем)

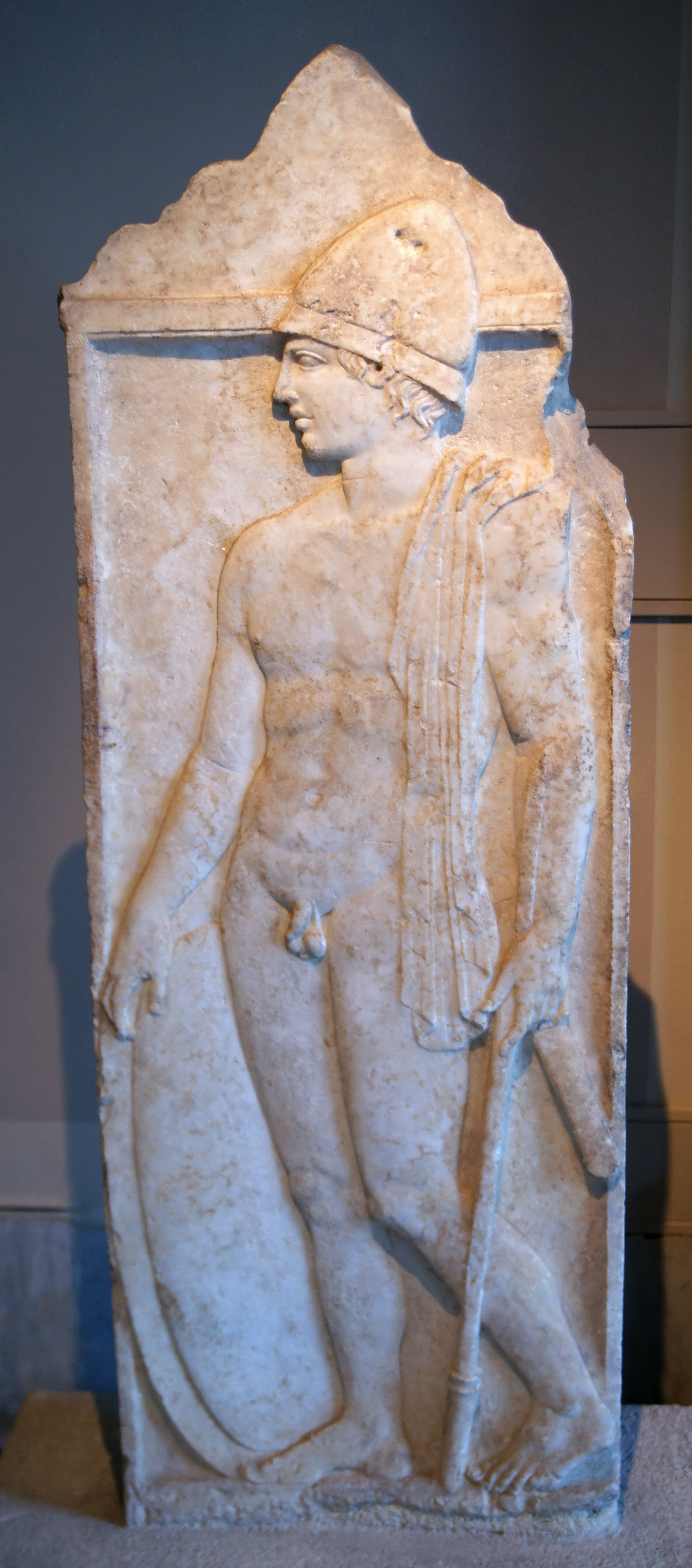
Воин в пилосе. Памятник конца V в. до н. э.

Пилос (др.-греч. πῖλος) — технологичный в производстве древнегреческий шлем для легковооружённой пехоты.
В другом источнике указано что у греков на голове легковооруженный носил кожаную шапку или шляпу.

## История
Первые образцы встречаются на микенских фресках конца 2-го тысячелетия до н. э., хотя в то время такие шлемы собирали из чешуек бронзы. Цельнометаллические пилосы появились к V веку до н. э., возможно производились по государственным заказам городов для вооружения неимущих граждан. В III веке до н. э. пилосы вытеснили из Эллады аттические шлемы — эпоха героев и богатых граждан, сражающихся ради славы, сменилась эпохой наёмников. Большое войско требовали много доспехов, слишком непрактично стало подгонять шлем индивидуально под размер головы, как делали в коринфских и аттических шлемах.

Воины в пилосах. С древнегреческих ваз V века до н. э.

Полуконическая закруглённая бронзовая шапка (др.-греч. πῖλος — шляпа из войлока) не требует больших усилий при изготовлении. Фукидид, описывая сражение в 425 году до н. э., заметил, что воины Спарты пострадали от стрел афинян из-за недостаточной защиты пилосов (4.34), хотя возможно он имел в виду не шлемы, а именно шапки легковооружённых пехотинцев, так как воины в пилосах изображаются без панцирей. В южной Италии пилосы украшали султанами, к ним привешивали нависочники, отчего они становились достойным головным убором для всадников. Позднее коническая форма пилосов широко воспроизводилась в шлемах раннего Средневековья, так как отковать из железа более сложную форму было затруднительно.
По весу пилосы разнятся от 700 до 900 граммов, в зависимости от толщины бронзы. За счёт уменьшения защитной площади удалось увеличить толщину металла в верхней части пилоса, наиболее вероятному месту удара.